# 隼科
隼科（学名：Falconidae）是鸟纲隼形目（学名：Falconiformes）底下唯一一個科，共11属63种，在中国有2属14种分布。

## 分布
隼形目的鸟在世界上分布广泛，除南极和少数岛屿外，世界各地都有分布。

## 外形
隼形目的鸟体形差别很大，如雕、鹫等体形较大，体长可达120厘米；鸢和隼的体形較小约30~50厘米，有的如红腿小隼和白腿小隼只有10~20厘米，比麻雀大不了多少。隼形目的鸟羽色以棕、黑、白为主，腹面的颜色比背面的颜色浅，有利于猎捕中的隐蔽。隼形目的鸟的腿较长，粗壮有力，都有弯曲带钩、强壮且锐利的喙和爪，这是它们捕猎中致命的工具。隼形目的鸟视力敏锐，可以在远距离发现快速移动的猎物，并能快速调整对焦。

## 习性
隼形目所具有的一切特征都说明它们是自然界中的好猎手，多在白天活动。它们善于捕猎，飞行技巧高超，给人以凶猛的印象。依据体形的不同，它们的食物从哺乳动物到昆虫各有差异。有些鸟自己不主动猎食，专吃已死亡的动物的尸体。
隼形目鸟的寿命较长，但繁殖成功率不高。野生的隼形目鸟寿命会远远小于人工喂养的情况，野生状况下威胁最大的是在捕猎中受伤后引起的感染。
隼形目的鸟多是一夫一妻，雌雄共同哺育后代。幼鸟生长得很快，有些种类的幼鸟离巢前要比成鸟体形大。幼鸟要经过1-3年的时间才会性成熟。隼形目的鸟多在高树或悬崖上营巢。

## 人类活动的影响
隼形目的鸟身姿矫健，在各大文明中都被视为神明顶礼膜拜，现在许多国家还把它们选为国鸟，象征国家精神。
人类很早就利用隼形目的鸟善于捕猎的特点来驯化它们为自己服务。隼形目威武的外形和神奇的捕猎能力一直为人们所鍾爱。现在世界各地隼形目鸟类的驯养依旧普遍，并且对其标本的需求也很多，以隼形目鸟进行的鸟类贸易也难以禁绝。
隼形目鸟类的习性决定了它们在食物链顶层的地位，是自然选择的重要力量，它们的存在除去了许多老、弱、病、残的个体，使整个生态得以平衡。长期的进化使它们具有许多成功的特性，对微生物的抵抗能力就是其中之一，一生中它们会吃下许多带疫患的个体，但却能保证自己不受感染，很好的控制了疫病的传播。
就是这样进化上的强者，也受到了人类活动的威胁。上世纪农药的广泛使用就对这些食物链顶层的鸟造成了灭顶之灾，有毒物质在体内的快速积累（生物放大作用）对它们造成了严重的伤害。如美国国鸟白头海雕就因DDT的毒害而无法产下正常的卵。

## 分类
在旧有的鸟类传统分类系统中隼形目包含现在已经分开的鷹形目（Accipitriformes），包括了汉语中常说的鹰、隼、鵟、鵰、鹫、鸢等肉食性猛禽，直至2008年，DNA研究显示，隼科與其他猛禽的亲缘关系并不接近，反而是與鸚形目和雀形目等較相近。，因而将鷹形目與隼形目分開，隼形目下只剩隼科一科。

### 內部分類
本科包含11個屬，可分成兩個亞科，如下：
- 巨隼亚科 Polyborinae
  - 巨隼属 Daptrius
  - 卡拉隼属 Phalcoboenus
  - 卡拉卡拉鷹屬 Caracara
  - 叫隼属 Milvago
  - 林隼属 Micrastur
  - 吼隼屬 Ibycter
- 隼亚科 Falconinae
  - 笑隼属 Herpetotheres
  - 花隼属 Spiziapteryx
  - 侏隼属 Polihierax
  - 小隼属 Microhierax
  - 隼属 Falco

## 註腳
1. ↑  Hackett et al 2008.
2. ↑  Voous 1973.
3. ↑  Cramp 1980，第3, 277頁.
4. ↑  Ferguson-Lees & Christie 2001，第69頁.
5. ↑  Christidis & Boles 2008，第50–51頁.